# Jean Drapeau
Jean Drapeau [žán drapó] (18. února 1916, Montréal – 12. srpna 1999, tamtéž) byl kanadský komunální politik, který zastával pozici starosty Montréalu, a to od roku 1954 do 1957 a následně mezi léty 1960 a 1986.
Nebyl vysokého vzrůstu, nicméně patřil mezi dobré řečníky a jeho charakteristickým znakem se staly hranaté brýle. Roku 1954 se prvně dostal do nejvyšší komunální funkce v Montréalu a během jeho vedení se město povedlo zbavit prostituce. Následující volební období se mu zdařilo roku 1966 zahájit provoz podzemní dráhy ve městě. Rok nato (1967) se ve městě konala Světová výstava (EXPO), pro niž nechal na řece Svatého Vavřince, která městem protéká, nedaleko ostrova svaté Heleny vybudovat umělý ostrov Notre-Dame.
Drapeau se rovněž zasadil o pořádání letních olympijských her, jež se v Montréalu konaly roku 1976. Pro ně nechal zbudovat stadion, který navrhl francouzský architekt Roger Taillibert. Nad sportovním stánkem připomínajícím létající talíř se tyčí nejvyšší nakloněná věž světa. Jeho výstavba spolu s budováním další potřebné infrastruktury město zadlužila na desetiletí dopředu, přičemž poslední splátku město uhradilo až třicet let po olympiádě, roku 2006. Hry tak skončily finančním neúspěchem a bankrotem města a to přesto, že před jejich zahájením starosta města Drapeau přirovnával možnost, že by hry skončily v minusu, k pravděpodobnosti, že muž někdy porodí dítě.